# Jakub Wójcicki
Jakub Wójcicki (Varsavia, 9 luglio 1988) è un calciatore polacco, difensore dello Znicz Pruszków.

## Palmarès

### Club

#### Competizioni nazionali
- Coppa di Polonia: 1

Zawisza Bydgoszcz: 2013-2014
- Supercoppa di Polonia: 1

Zawisza Bydgoszcz: 2014